# باب الشرفاء
باب الشرفاء أو باب الشرفا الذي بني سنة 1069 في عهد الدولة المرابطية هي البوابة التي تفصل بين ساحة بوجلود و قصبة النوار، في فاس، المغرب.
تم ترميمه مؤخرا، وتقع على شارع الطالعة الكبيرة في الشمال الغربي من المدينة القديمة لفاس.